# Graham F. Towers
 (février 2011).
Si vous disposez d'ouvrages ou d'articles de référence ou si vous connaissez des sites web de qualité traitant du thème abordé ici, merci de compléter l'article en donnant les références utiles à sa vérifiabilité et en les liant à la section « Notes et références ».
Graham Ford Towers (29 septembre 1897 à Montréal au Canada - 4 décembre 1975 à Ottawa au Canada) était un banquier et un haut fonctionnaire canadien.

## Biographie
Towers sert pendant la Première Guerre mondiale et est diplômé de l'Université McGill en 1919.
Bien que voulant d'abord étudier le droit, il travaille à la Banque royale du Canada. Il gravit rapidement les échelons et devient adjoint au directeur général en 1933.
En 1934, le premier ministre Bennett le convoque à Ottawa et le nomme gouverneur de la Banque du Canada, poste qu'il occupe jusqu'en 1954. Sous les gouvernements de Mackenzie King et de Louis St-Laurent, Towers exerce une influence énorme sur la politique économique et est notamment à l'origine de la mise en place de la Commission Rowell-Sirois en 1937.
Après sa retraite, il occupe plusieurs postes d'administrateur.

## Citation
« Chaque fois qu'une banque accorde un prêt, un nouveau crédit bancaire est créé - ce sont de nouveaux dépôts - de l'argent entièrement nouveau. »